# NBA All-Star Game 1953
Le NBA All-Star Game 1953 s’est déroulé le 13 janvier 1953 dans le Allen County War Memorial Coliseum de Fort Wayne. Les All-Star de l’Ouest ont battu les All-Star de l’Est 79 à 75. George Mikan (Minneapolis Lakers) a été élu MVP.

## Effectif All-Star de l’Est
- Harry Gallatin (Knicks de New York)
- Dolph Schayes (Syracuse Nationals)
- Ed Macauley (Celtics de Boston)
- Bob Cousy (Celtics de Boston)
- Bill Sharman (Celtics de Boston)
- Don Barksdale (Celtics de Boston)
- Carl Braun (Knicks de New York)
- Neil Johnston (Warriors de Philadelphie)
- Paul Seymour (Syracuse Nationals)
- Billy Gabor (Syracuse Nationals)
- Fred Scolari (Bullets de Baltimore)

## Effectif All-Star de l’Ouest
- George Mikan (Minneapolis Lakers)
- Mel Hutchins (Milwaukee Hawks)
- Vern Mikkelsen (Minneapolis Lakers)
- Slater Martin (Minneapolis Lakers)
- Bob Davies (Rochester Royals)
- Bobby Wanzer (Rochester Royals)
- Arnie Risen (Rochester Royals)
- Larry Foust (Fort Wayne Pistons)
- Andy Phillip (Fort Wayne Pistons)
- Leo Barnhorst (Indianapolis Olympians)